# Överfanjunkare
Överfanjunkare (förkortning: Öfj) införd år 2023, är en specialistofficersgrad i den svenska försvarsmakten. Graden ingår i OR-7 (NATO-kod "Other Ranks").

## Överfanjunkare (2023-idag)
Graden infördes 2023 som en specialistofficersgrad, över fanjunkare och under förvaltare. Tjänsteställningsmässigt är överfanjunkaren likställd med kaptenen. För att kunna befordras till överfanjunkare måste man ha tjänstgjort som fanjunkare i minst tolv år och inneha minst 20 års yrkeserfarenhet  inom ett visst område. En överfanjunkare ska genom sin yrkesskicklighet vara ett föredöme och inge respekt och förtroende inom organisationen. Denna ska dessutom vara en auktoritet som tillför nya kunskaper till organisationen och åtnjuta ett högt förtroende såväl inom som utom Försvarsmakten.

### Gradbeteckning
I armén och i flygvapnet används en lövkrans, medan det i flottan samt i amfiebiekåren används guldgaloner, två breda och en smal.

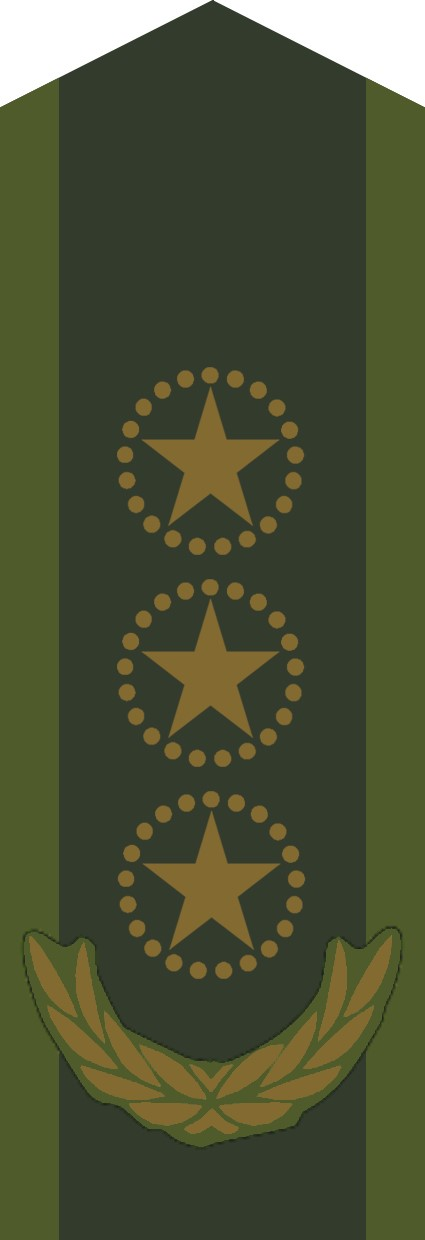
Armén (fältuniform)
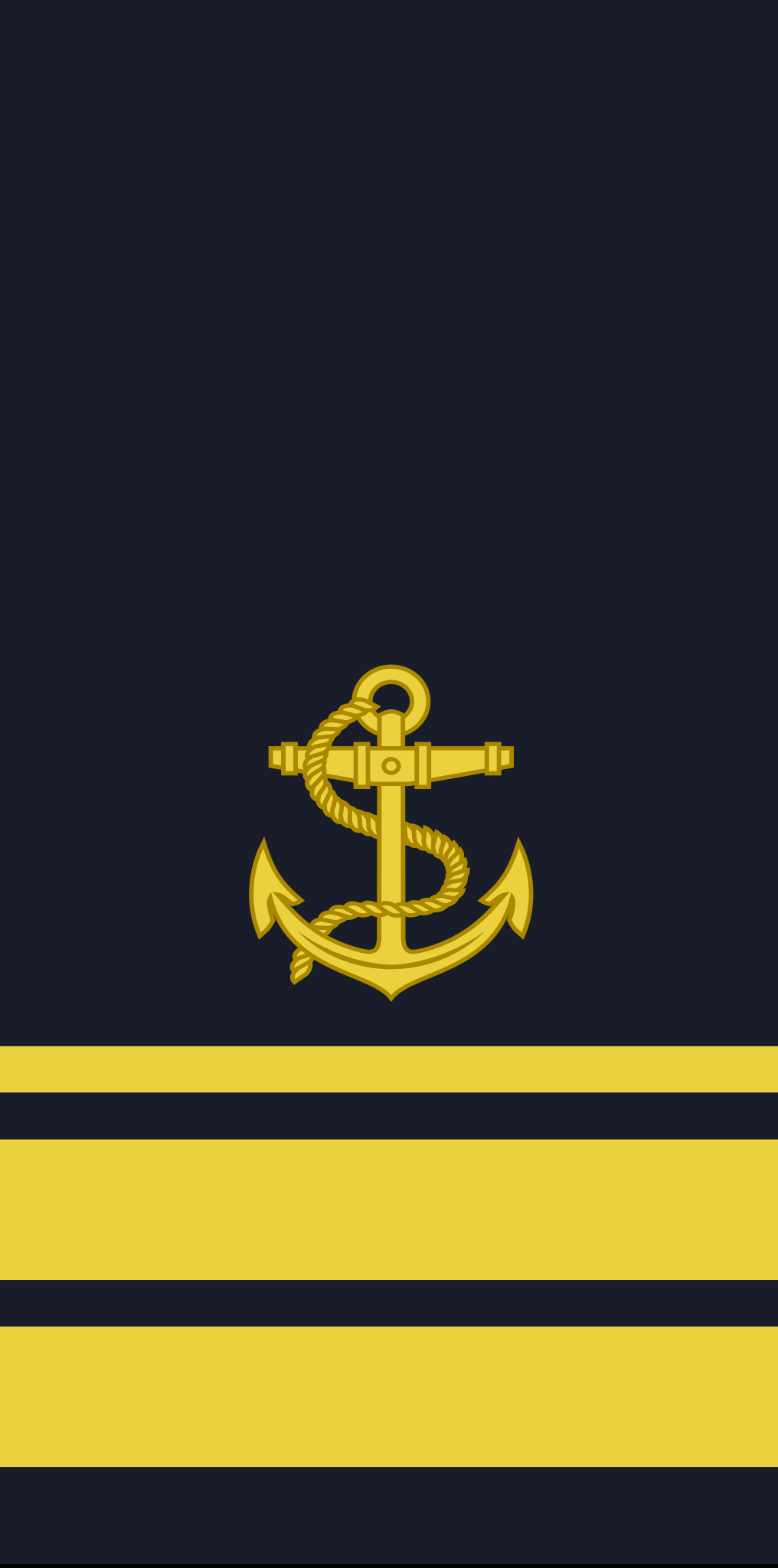
Marinen (fält/sjöstridsdräkt), yrkestecken: operatör
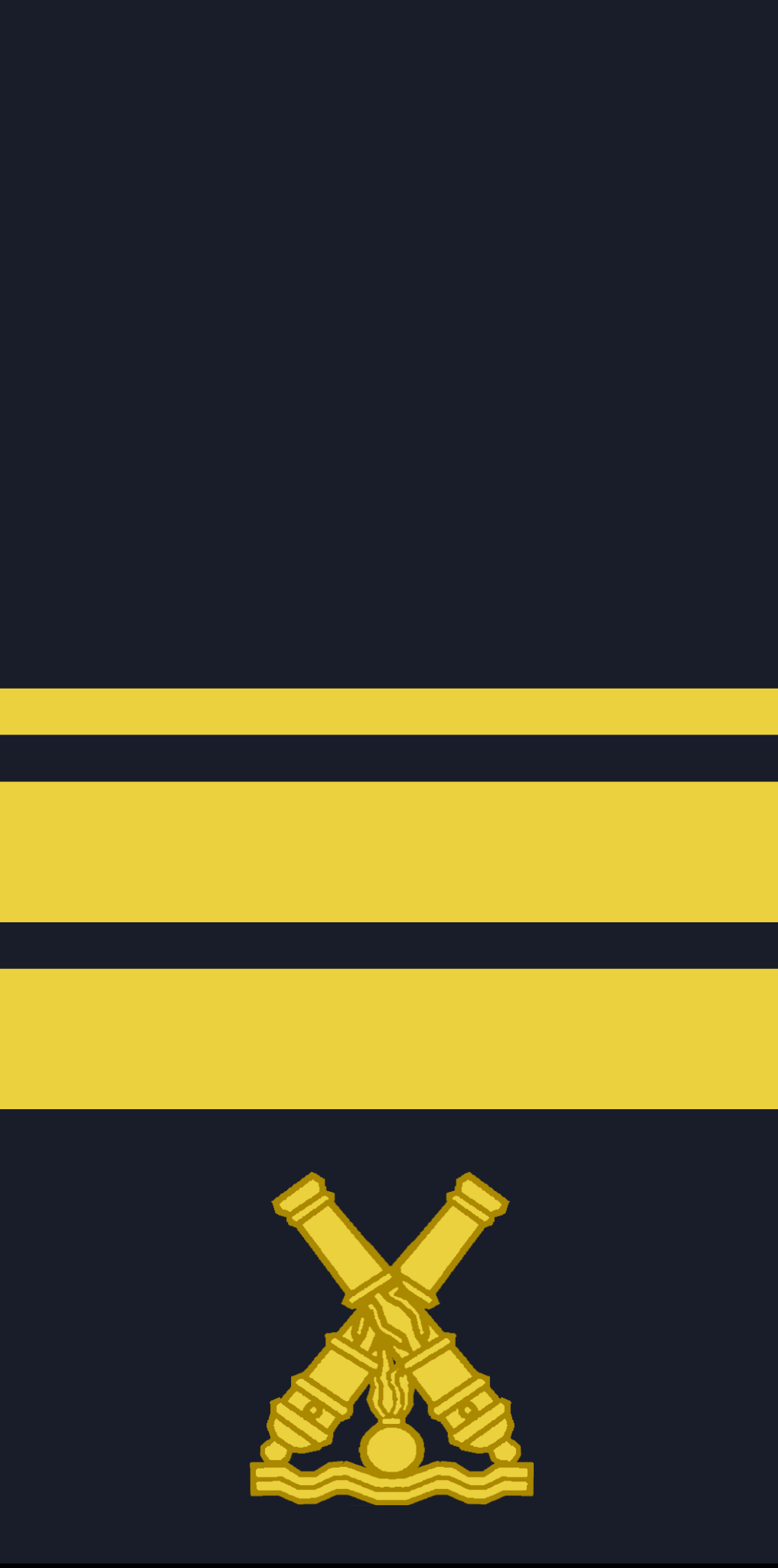
Amfibiekåren (uniform m/87)
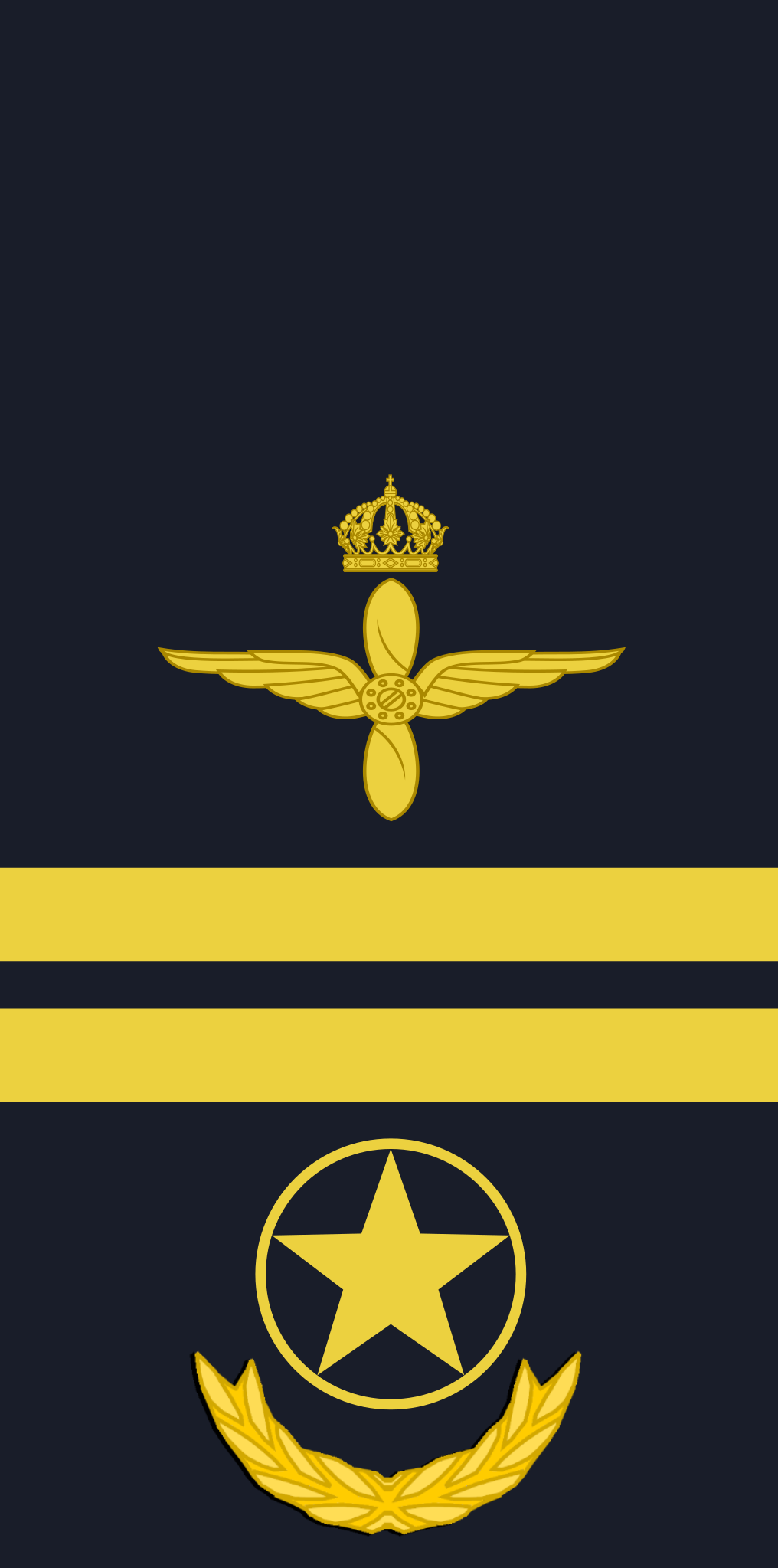
Flygvapnet (uniform m/87)

### Gradbeteckning på huvudbonad

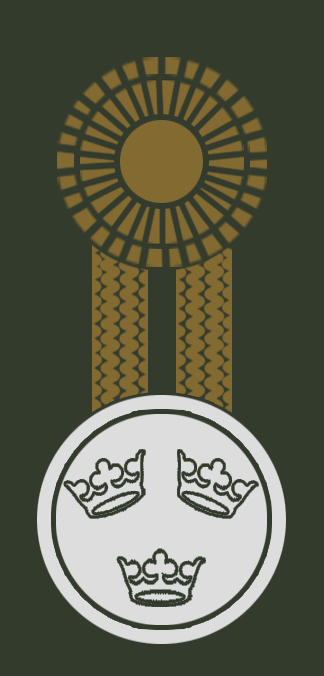
Armén (fältmössa 90, pälsmössa m/59)
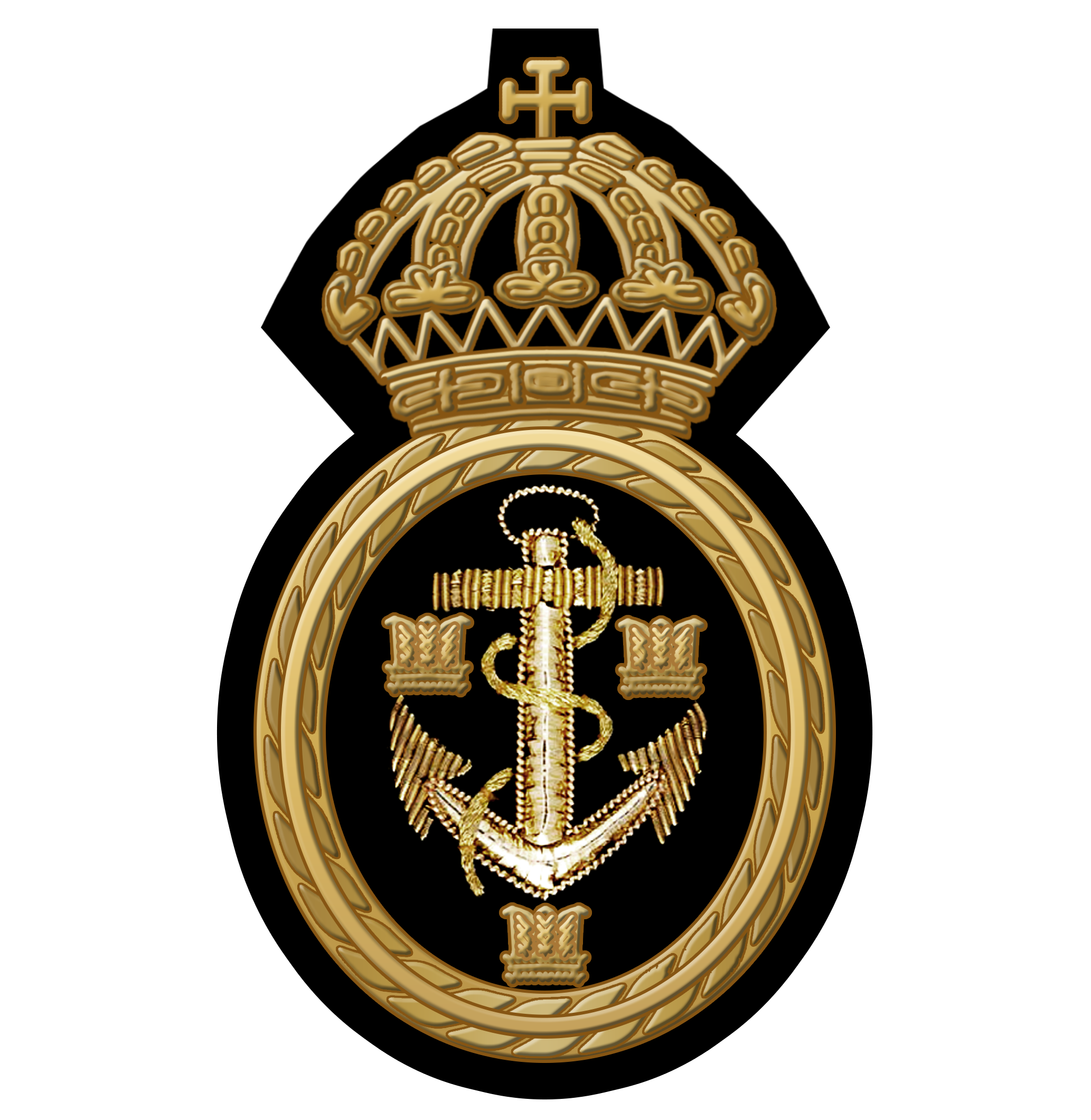
Marinen (skärmmössa m/78, båtmössa m/48)
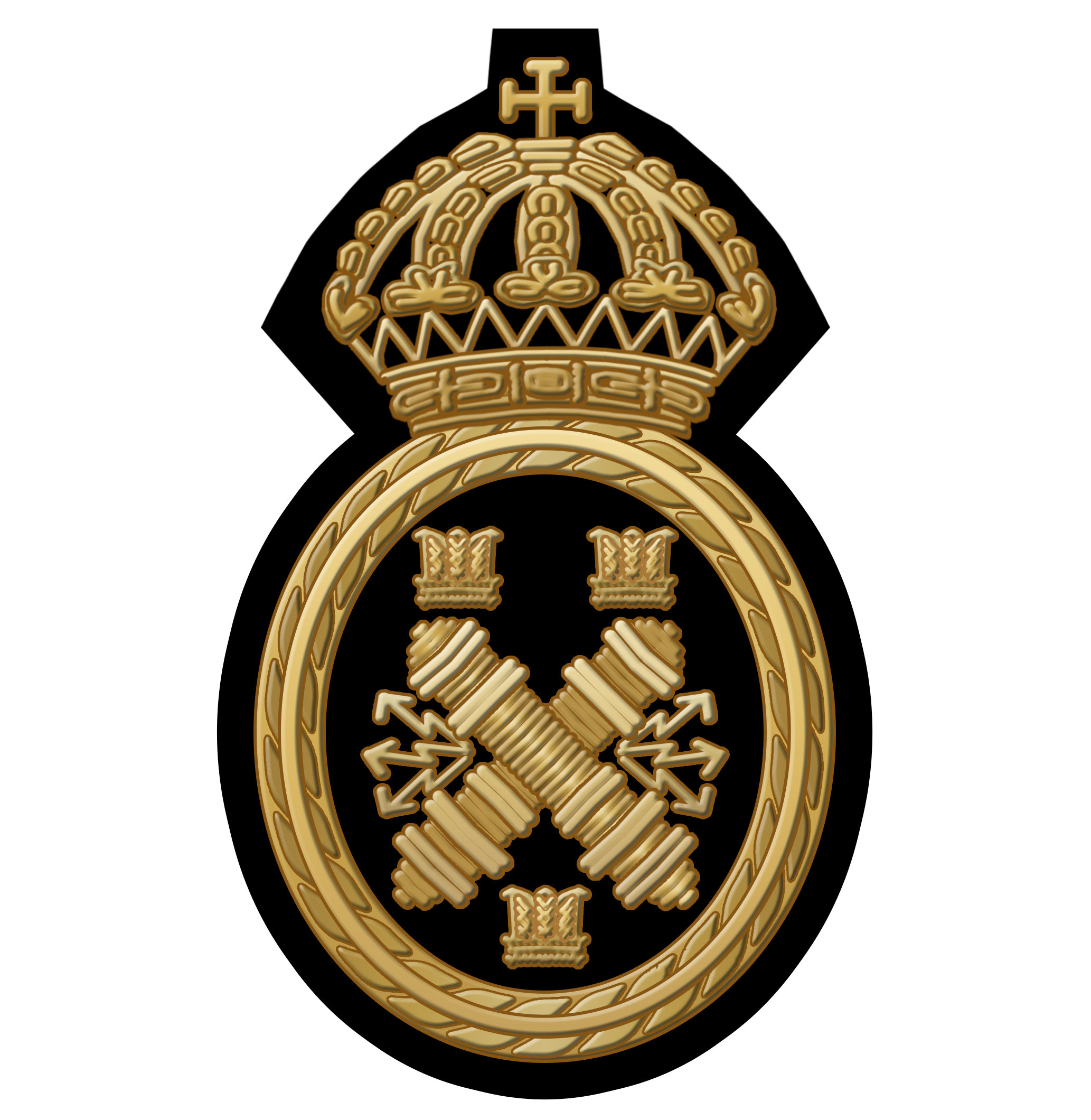
Amfibiekåren (skärmmössa m/87, båtmössa m/48)